# Parameletus chelifer
Parameletus chelifer is een haft uit de familie Siphlonuridae. De wetenschappelijke naam van de soort is voor het eerst geldig gepubliceerd in 1908 door Bengtsson.
De soort komt voor in het Nearctisch gebied en het Palearctisch gebied.